# Kenten
Kenten ist ein Stadtteil von Bergheim im Rhein-Erft-Kreis, Nordrhein-Westfalen. Ortsbürgermeister ist Hans-Jürgen Knabben (Stand 2020).

## Lage
Kenten liegt in der Kölner Bucht östlich der Kreisstadt Bergheim. Die Bebauungen von Bergheim und Kenten gehen ineinander über. Am südlichen Ortsrand verläuft die Landstraße 163, am nordöstlichen Ortsrand die Bundesstraße 55 und am südwestlichen Rand die Bundesautobahn 61. Durch den Ort fließen die kleine Erft sowie der Erftflutkanal westlich vom Ort. Die Kentener Mühle befindet sich an der kleinen Erft und stellte in Vergangenheit den Mittelpunkt des unteren Ortsteils von Kenten dar. Auf dem Gebiet des Ortsteils Kenten befinden sich ebenfalls der Bahnhof Bergheim und das Martinswerk.

## Geschichte

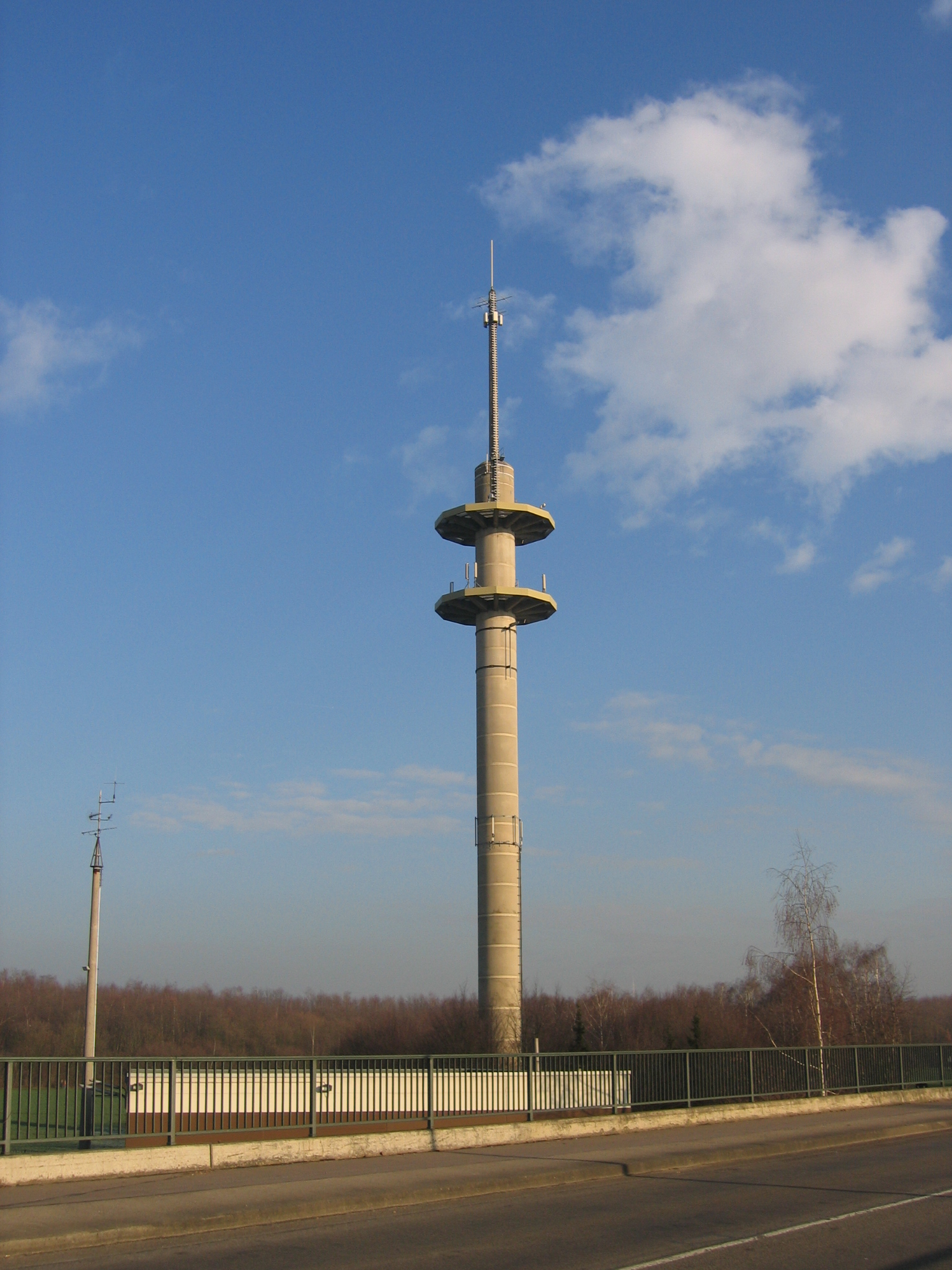
Ein Fernmeldeturm in Kenten

Der Ortsname Kenten wird vom keltischen kent und/oder dem römischen cent abgeleitet, was beides hundert bedeutet. Wahrscheinlicher ist aber die Ableitung von dem lateinischen Wort canetum = Rohr-Schilf, was durch die Lage an den schilf- und sumpfreichen Erftwiesen logisch wäre.
Kenten wird 1115 erstmals urkundlich erwähnt. Die damals häufiger erwähnte „Veste Kente“ gibt es heute nicht mehr. Möglicherweise hat die Wasserburg am Weg zur Kentener Mühle gestanden, denn dort gibt es eine Straße, die Am Burgberg heißt.
Die Gemeinde Kenten wurde 1938 in die Stadt Bergheim eingemeindet.

## Bildungseinrichtungen
Kenten verfügt über zwei Grundschulen. Die Carl Sonnenschein-Grundschule liegt im alten Teil von Kenten in der gleichnamigen Straße. Die Astrid-Lindgren-Schule liegt im neuen Teil von Kenten in der Knappschaftsallee 2.

## Verkehr
Kenten liegt an der Erftbahn (KBS 481) Horrem – Bedburg (Erft), hat aber keinen eigenen Haltepunkt. Von 1941 bis in die 60er-Jahre war der Haltepunkt am Martinswerk in Betrieb. Seit mindestens 1969 wird dieser Haltepunkt aber nicht mehr bedient.
Die VRS-Buslinien 950, 960, 961, 969 und 975 der Rhein-Erft-Verkehrsgesellschaft verbinden Kenten mit Bergheim, Elsdorf, Kerpen, Köln-Bocklemünd, Köln-Weiden und Hürth. Zusätzlich verkehren einzelne Fahrten der auf die Schülerbeförderung ausgerichteten Linien 923 und 972.
| Linie | Verlauf |
| ----- | --- |
| 923   | Stadtverkehr Bergheim |
| 950   | Weiden Zentrum (Stadtb.) – Königsdorf Bf – Quadrath-Ichendorf Bf – Kenten – Bergheim Bf – Zieverich – Thorr – Grouven – Berrendorf – Giesendorf – Elsdorf – Angelsdorf – Esch – Niederembt – Frankeshoven – Oberembt – Bettenhoven – Rödingen |
| 960   | Bergheim Kreishaus – Bergheim Bf – Kenten – Quadrath-Ichendorf – Horrem Bf – Habbelrath – Grefrath – Benzelrath – Frechen Rathaus – Bachem – Gleuel – Hürth-Mitte – Hürth-Hermülheim (Stadtbahn)                                              |
| 961   | Weiden West – Brauweiler – Abtei Brauweiler – Dansweiler – Glessen – Oberaußem – Niederaußem – Quadrath-Ichendorf – Kenten – Bergheim Bf (– Bergheim Kreishaus)                                                                               |
| 969   | Bergheim Bf – Kenten – Quadrath-Ichendorf Bf |
| 972   | Schülerverkehr: (Weiden West –) Abtei Brauweiler – Fliesteden – Glessen – Büsdorf – Niederaußem – Oberaußem – Quadrath-Ichendorf – Kenten – Bergheim Bf                                                                                       |
| 975   | (Grevenbroich – Laach – Gustorf – Königshoven –) Kaster – Bedburg Bf – Blerichen – Kirdorf – Glesch – Paffendorf – Zieverich – Bergheim Bf – Kenten – Quadrath-Ichendorf – Horrem Bf                                                          |
| SB92  | Schnellbus: Elsdorf Busbf – Bergheim – Kenten Martinswerk – Quadrath-Ichendorf – Ahe – Sindorf – Kerpen |

## Sonstiges
Kenten hat zwei Altersheime, das DRK-Seniorenheim und das AWO-Seniorenheim Am Vogelwäldchen. 
Die Stadtwerke Bergheim GmbH hat ihren Firmensitz in Kenten. Die katholische Pfarrgemeinde St. Hubertus gehört zum Erzbistum Köln.